# Метасимпатична автономна нервова система
Метасимпатична НС — це власний базовий механізм нервової регуляції деяких органів, призначений для відновлення і підтримки гомеостазу що реалізує цю функцію в окремому органі чи його частині. Керування роботою в цьому випадку забезпечується рефлекторними дугами, що замикаються в межах стінки самих органів.
Місцем локалізації метасимпатичної нервової системи є інтрамуральні ганглії, що залягають у товщі стінок цих органів.
Багато внутрішніх органів після перерізання симпатичних і парасимпатичних шляхів або навіть після вилучення з організму продовжують здійснювати властиві їм функції без особливих наявних змін. Наприклад, кишка зберігає перистальтичну й всмоктувальну функцію, скорочується перфузоване серце.
Раніше до третього відділу вегетативної нервової системи, названому ентеральним, відносили лише рефлекторні дуги, які замикаються в підслизовому і між м'язовим сплетіннях кишки. Поняття метасимпатичної нервової системи значно ширше, воно охоплює весь комплекс порожніх вісцеральних органів, у тому числі і травний тракт.

## Ознаки
- іннервує тільки внутрішні органи, наділені власною моторною активністю; у сфері її іннервації знаходяться гладкий м'яз, всмоктуючий і секретуючий епітелій, локальний кровообіг, місцеві ендокринні елементи.
- одержує синаптичні входи від симпатичної і парасимпатичної систем та не має прямих синаптичних контактів з еферентною частиною соматичної рефлекторної дуги.
- поряд із загальним вісцеральним аферентним шляхом вона має власну сенсорну ланку.
- не знаходиться в антагоністичних відносинах з іншими частинами нервової системи.
- маючи базову іннервацію, вона володіє набагато більшою, ніж симпатична і парасимпатична нервова система, незалежністю від ЦНС.
- органи зі зруйнованими чи з виключеними за допомогою гангліоблокаторів метасимпатичними шляхами втрачають властиву їм здатність до координованої ритмічної моторної функції.
- метасимпатична нервова система має власну медіаторну ланку.